# Capital One Arena
Die Capital One Arena ist eine Mehrzweckhalle in der US-amerikanischen Hauptstadt Washington, D.C. Der gegenwärtige Namenssponsor ist der US-amerikanische Finanzdienstleister Capital One. Die Arena ist Heimspielstätte des Eishockey-Franchise der Washington Capitals aus der National Hockey League (NHL), des Basketball-Franchise der Washington Wizards aus der National Basketball Association (NBA). Hinzu kommt das NCAA-College-Basketball-Team der Georgetown Hoyas (Big East Conference). Von 1998 bis 2018 war auch das Frauen-Basketball-Franchise der Washington Mystics aus der Women’s National Basketball Association (WNBA) in der Halle beheimatet. Danach zog es in die kleinere St. Elizabeths East Entertainment and Sports Arena um. Sie ist auch Trainingshalle der Wizards.

## Geschichte
Am 18. Oktober 1995 begann der Bau der neuen Sport- und Veranstaltungsarena mit dem ersten Spatenstich in Downtown Washington. Der Bau der Halle war Teil einer Stadtsanierung mit einem finanziellen Umfang von 9,2 Mrd. US-Dollar. Die neue Heimat der Washington Capitals und der Washington Wizards war nötig, da mangels einer Arena im District of Columbia, beide ihre Heimspiele im Capital Centre, im Washington umgebenden Staat Maryland, austragen mussten.
Die 260 Mio. US-Dollar teure Arena wurde 1997 fertiggestellt und der Name wurde vom US-amerikanischen Telekommunikationsunternehmen MCI Inc. erworben. Die erste Veranstaltung war am Eröffnungstag, dem 2. Dezember 1997, ein Spiel der Washington Wizards gegen die Seattle SuperSonics, das die Gastgeber in der mit  20.674 Zuschauern ausverkauften Arena mit 95:78 gewannen. Der damals amtierende Präsident der Vereinigten Staaten, Bill Clinton, verfolgte die Partie in der Loge von Abe Pollin, Besitzer der Wizards, und dessen Frau Irene.
Seit der Eröffnung fanden in der privatfinanzierten Arena mehr als 4500 Veranstaltungen statt, die von 47 Mio. Besuchern verfolgt wurden. Durchschnittlich gibt es pro Jahr 220 Veranstaltungen in der Arena. Zwei Veranstaltungen, die schon im Capital Centre stattfanden, sind heute noch in der Capital One Arena beheimatet. Zum einen die Spiele der Basketball-Showtruppe Harlem Globetrotters (seit 1973) und zum anderen die jährlich im Oktober stattfindende Washington International Horse Show (WIHS, seit 1975).
2001 wurde auch das NBA All-Star Game im MCI Center ausgetragen. Verschiedene Wrestlingveranstaltungen der WCW und WWE wurde ausgetragen. Am 11. Juni 2005 bestritt Mike Tyson seinen letzten Profi-Boxkampf. Er verlor den Kampf gegen den Iren Kevin McBride durch TKO nach der sechsten Runde. Anfang 2006 wurde das Unternehmen MCI von Verizon übernommen und der Name der Halle in Verizon Center geändert wurde. Neben dem Sport finden auch regelmäßig Konzerte statt. Zu den bisher aufgetretenen Künstlern und Bands gehören u. a. U2, Lady Gaga, Madonna, Die drei Tenöre, Drake, Barbra Streisand, Bon Jovi, Prince, Tim McGraw & Faith Hill, Beyoncé, Tina Turner, Keith Urban, Paul Simon und Sting, Foo Fighters, Taylor Swift, Elton John und Usher. Des Weiteren finden Familienshows wie Disney on Ice oder der Cirque du Soleil, sowie Stand-up-Comedyshows etc., statt. Auch der Dalai Lama war in der Arena zu Gast.
Seit Bestehen wurde die Capital One Arena mehrfach modernisiert und renoviert. Augenscheinlichste Veränderung war die Installation eines neuen Videowürfels 2008. Dieser ersetzte das alte Modell und bot modernste LED-Displays zu allen Seiten. Ebenso wurden die Kabinen der Heimmannschaften und die V.I.P.-Logen mehrmals baulich verändert und erneuert.
Im August 2017 erwarb der US-amerikanische Finanzdienstleister Capital One den Hallennamen, sodass die Arena seitdem Capital One Arena heißt. Der Vertrag hat eine Laufzeit von zehn Jahren und ein finanzielles Volumen von 100 Mio. US-Dollar.

## Galerie

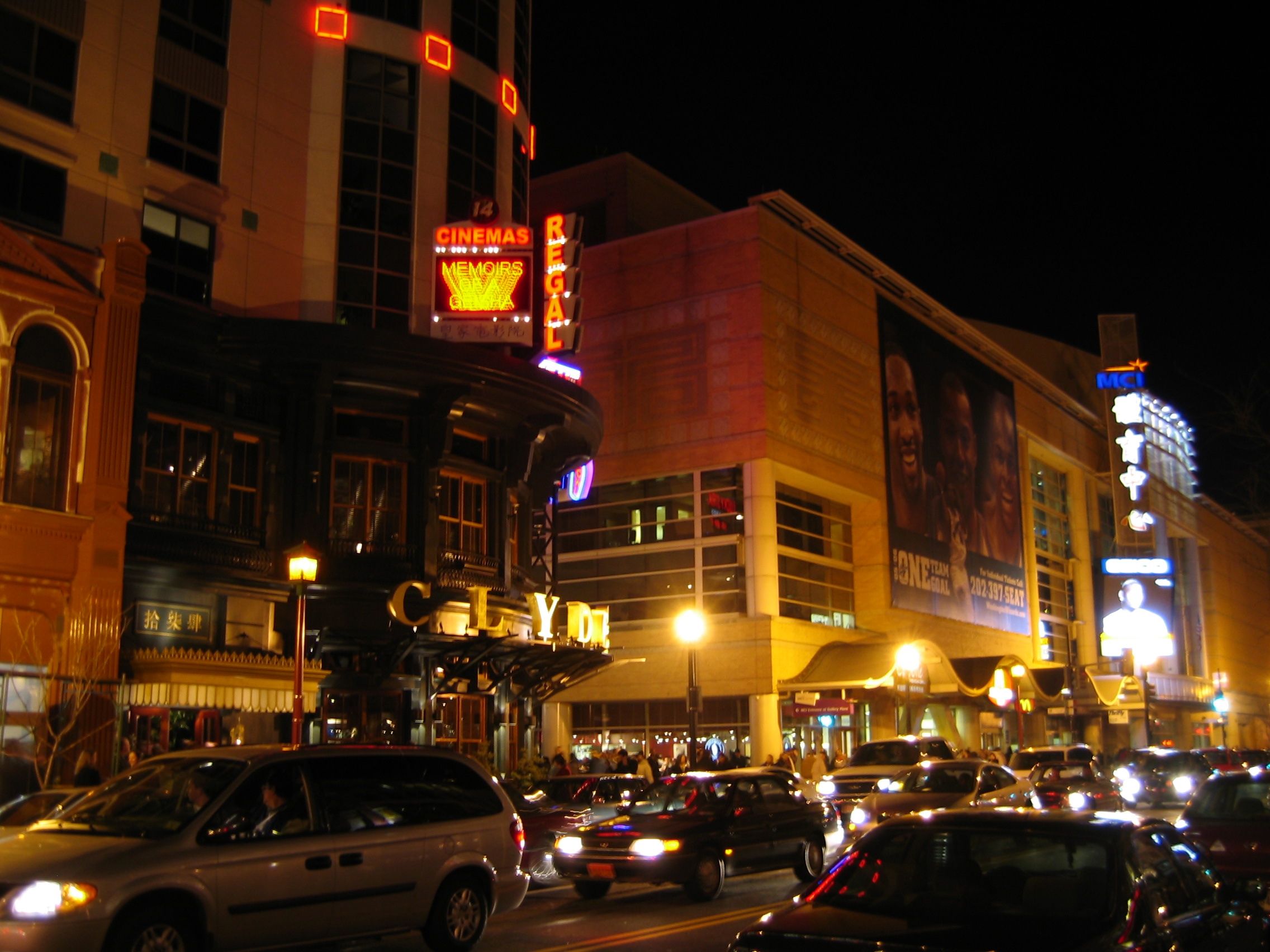
Das damalige MCI Center beim Basketballspiel der Wizards gegen die New Orleans Hornets (110:99) am 20. Januar 2006
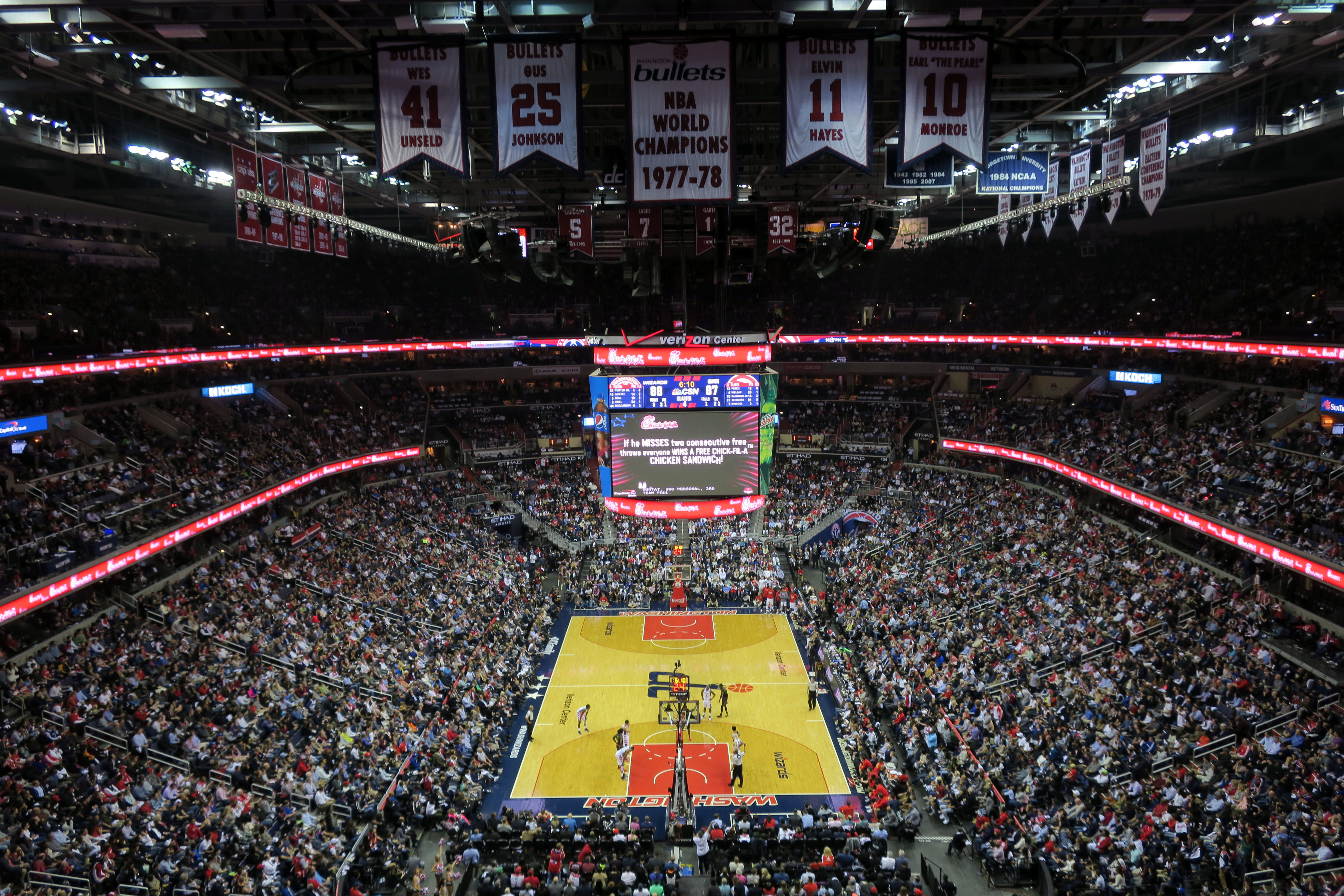
Innenansicht bei einem Play-off-Spiel der Wizards gegen die Atlanta Hawks (109:101) am 19. April 2017
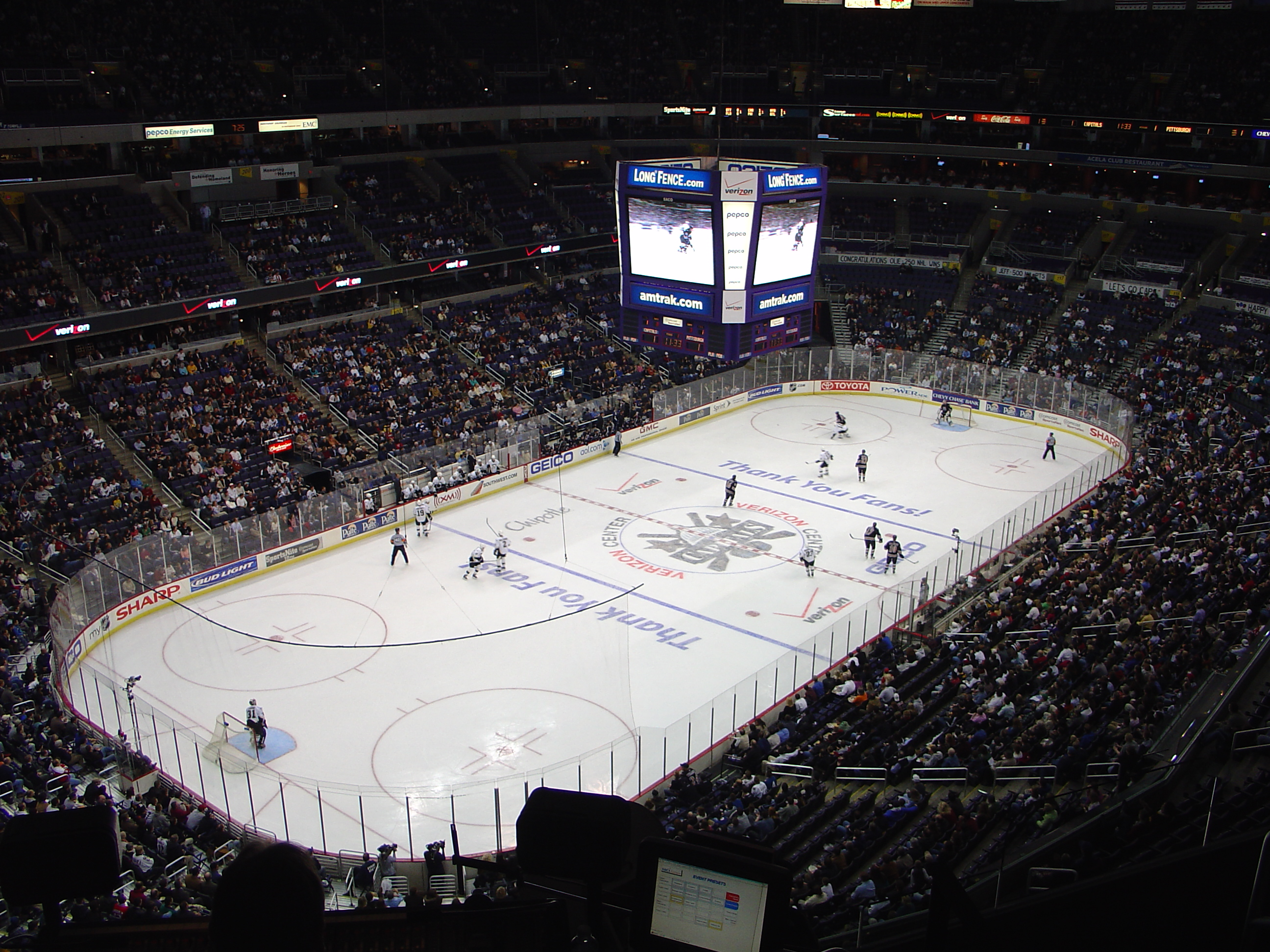
Eishockeyspiel der Capitals gegen die Pittsburgh Penguins (6:3) am 8. März 2006
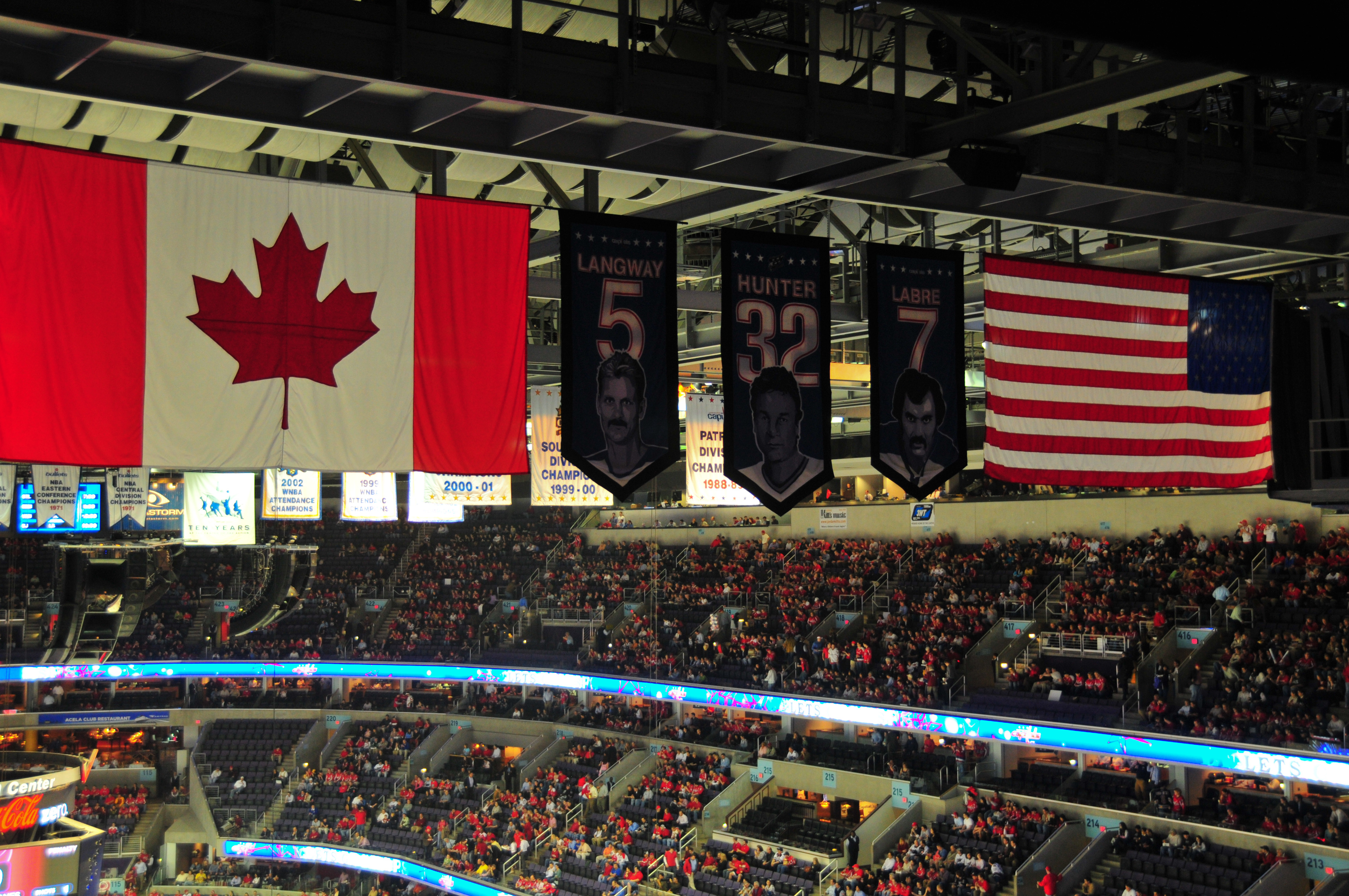
Banner mit nicht mehr vergebenen Trikotnummern der Capitals (1. April 2008)